# Landsmannschaft Troglodytia Kiel
Die Landsmannschaft Troglodytia ist eine farbentragende, pflichtschlagende Studentenverbindung an der Christian-Albrechts-Universität zu Kiel. Die 1864 offiziell gegründete Landsmannschaft ist die viertälteste Studentenverbindung in Kiel und war 1913, kurz vor Ausbruch des Ersten Weltkriegs die größte Verbindung der Stadt. Sie war 1958 Auslöser der Affäre Heyde-Sawade.

## Couleur, Wahlspruch und Allgemeines

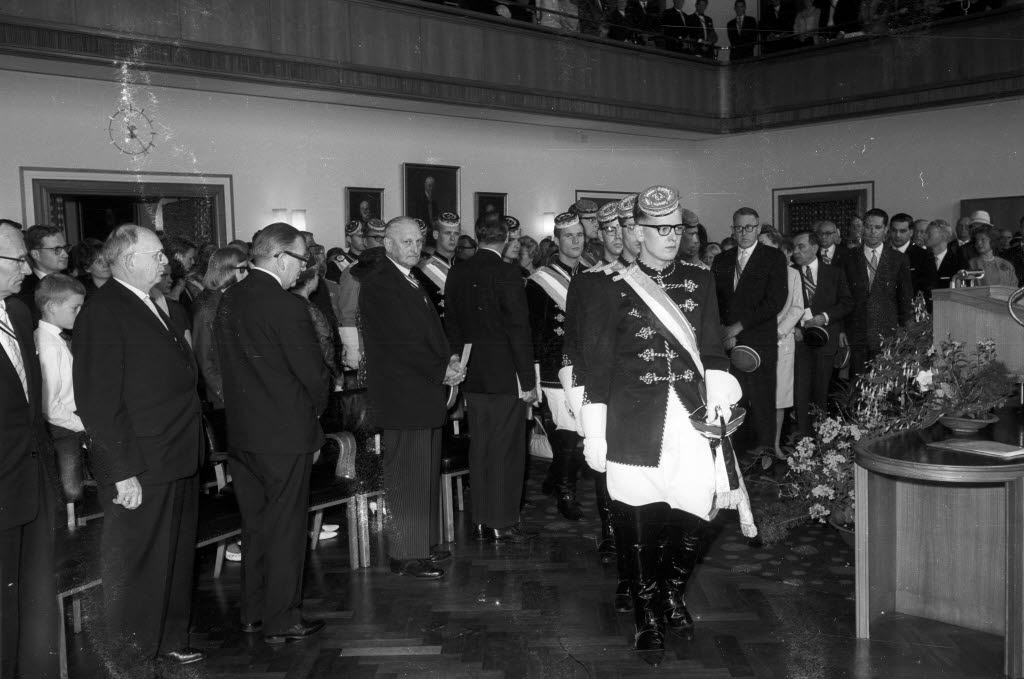
Einzug der Chargierten beim Stiftungsfest der Landsmannschaft im Kieler Rathaus (1964)

Als Couleur werden die Farben Schwarz-Weiß-Rot (von unten gelesen) getragen, außerdem eine rote Mütze und zu hochoffiziellen Veranstaltungen des Sommersemesters ein weißer Seidenstürmer.
Ihr Wahlspruch lautet: „Ne feriare feri – Sei Hammer, nicht Amboss!“.
Für die Mitglieder gilt das Examensprinzip, nach dem der Verbleib in der Landsmannschaft von einem erfolgreichen Abschluss des Studiums abhängt.

## Geschichte

### Gründung und frühere Jahre
Erste belegte Quellen existieren für die Troglodytia aus dem Jahr 1837, die offizielle Gründung erfolgte am 14. Dezember 1864 in einer grottenähnlichen Kneipe, daher der Name (Troglodytia = Höhlenbewohner). Nachdem die Troglodytia als Schwarze Verbindung gegründet worden war, wurde sie 1873 farbentragend und schloss sich schließlich dem Coburger Landsmannschafter Convent, dem heutigen Coburger Convent an.
Seit 1903 veranstaltet die Landsmannschaft Troglodytia als jährlichen Höhepunkt ein Grünkohlessen. In der Zeit des Nationalsozialismus kam es 1935 zur Schließung des Aktivenbetriebes.

### Nachkriegszeit
In der Nachkriegszeit 1948/49 wurde der Aktivenbetrieb wieder aufgenommen. Anfangs trafen sich die Mitglieder in der Mensa des Studentenheimes Seeburg am Düsternbrooker Weg an der Kieler Förde, bevor das Haus an der Bartelsallee bezogen werden konnte.

#### Affäre Heyde-Sawade
Im Jahr 1958 spielte die Landsmannschaft Troglodytia eine entscheidende Rolle bei der Enttarnung des untergetauchten Psychiaters und Euthanasie-Arztes Werner Heyde. Als Mitglieder der Landsmannschaft Troglodytia in ihrem Stammhaus in Kiel-Düsternbrook lautstark ihre Kneipen abhielten, beschwerte sich im Nachbarhaus der seinerzeit international bekannte Kieler Internist Prof. Helmuth Reinwein, der wegen der nächtlichen Ruhestörungen vor Gericht zog. Das Landgericht Kiel lud daraufhin zu einem Ortstermin ein und beauftragte 20 Referendare, ein Trinkgelage ohne Alkohol im Haus an der Bartelsallee durchzuführen, damit Sachverständige den Lautstärkepegel überprüfen konnten. Weil die schlafraubende Phonzahl über dem erträglichen Maß lag, verurteilte der Richter die Studenten der Landsmannschaft Troglodytia, „zwischen 22 und 6 Uhr außerhalb des Hauses und bei geöffneten Fenstern nicht zu singen und schon gar nicht zu grölen.“ Wegen des zögerlichen Verlaufs seiner Klage protestierte der Professor „gegen eine vermeintlich ungerechte Behandlung durch die Justiz“ und stellte seine Lehrtätigkeit ein. Im Auftrag des schleswig-holsteinischen Ministerpräsidenten Kai-Uwe von Hassel versuchte der Amtschef der Staatskanzlei ihn zur Wiederaufnahme seines Vorlesungsbetriebes zu bewegen. Doch der aufgebrachte Reinwein fühlte sich wegen seines Nachbarschaftsstreits mit der Troglodytia von der Justiz fortwährend im Stich gelassen und drohte im Oktober 1959 mit der Enttarnung eines „Anonymus“. Dabei brachte er die Affäre Heyde-Sawade ins Rollen, indem er gegenüber dem Dekan der Medizinischen Fakultät „vieldeutige Bemerkungen“ über den Sportarzt „Dr. Fritz Sawade“ machte. Unter diesem Tarnnamen war Werner Heyde an der Marinesportschule in Flensburg-Mürwik angestellt.

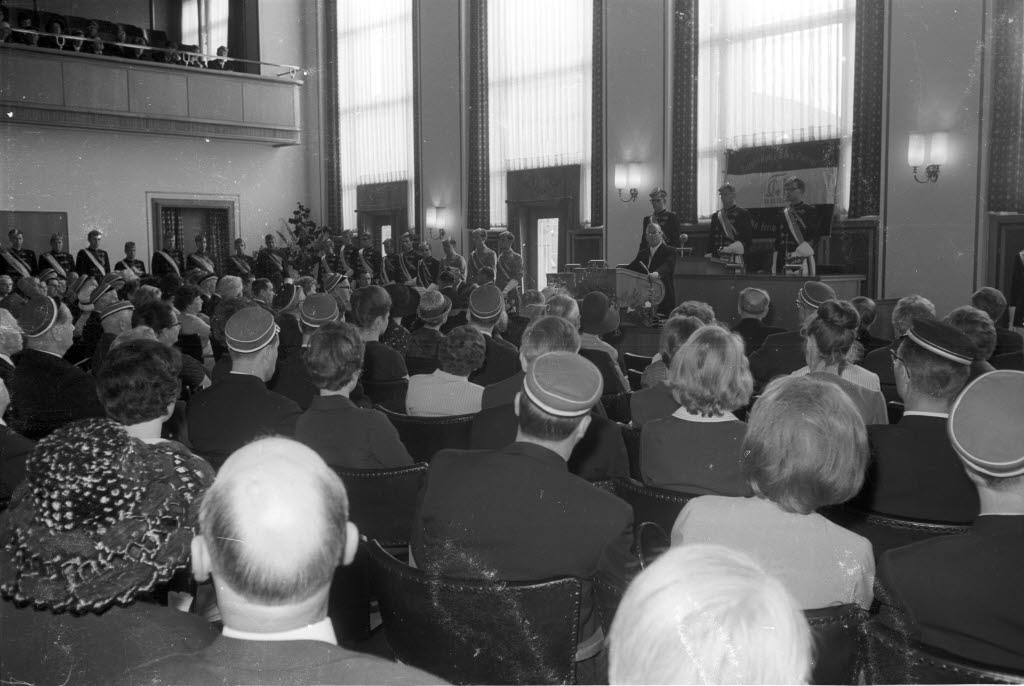
100. Stiftungsfest im Ratssaal des Kieler Rathauses

1964 fand ihr 100. Stiftungsfest – mit Festakt im Ratssaal des Kieler Rathauses – statt.

## Korporationshaus
Ihr Stammhaus liegt an der Bartelsallee im Kieler Stadtteil Düsternbrook.

## Mitgliedschaften
Troglodytia ist als akademische Landsmannschaft Mitglied des Coburger Conventes der Landsmannschaften und Turnerschaften an deutschen Hochschulen (CC), dessen Präsidium es 1963 und 2011/2012 innehatte. Außerdem ist es Mitglied des „Silberkartells“, eines sehr engen Zusammenschlusses mit den weiteren Landsmannschaften Neoborussia Halle zu Freiburg, Plavia-Arminia Leipzig, Thuringia Berlin, Verdensia Göttingen, Saxo-Suevia Erlangen und Hasso-Borussia Marburg. Freundschaftsverhältnisse bestehen zu der Akademischen Landsmannschaft Viruna Graz und der Landsmannschaft Ghibellinia Tübingen.

## Bekannte Mitglieder
- Christian Martens (1845–1917), Arzt und Stadtrat in Hadersleben
- Johannes Rehmke (1848–1930), Philosoph und Universitätsprofessor
- Klaus Klingner (1935–2024), deutscher Politiker (SPD), Justizminister des Landes Schleswig-Holstein von 1988 bis 1996
- Dietrich Lortz (1935–2013), Physiker und Hochschullehrer
- Wolfgang Clausen (1935–2025), deutscher Jurist
- Peter Harry Carstensen (* 1947), deutscher Politiker (CDU), Ministerpräsident von Schleswig-Holstein von 2005 bis 2012 (Austritt aus der Troglodytia 1998)[9][10]